# Vester Herred

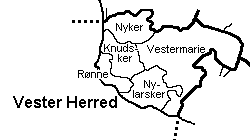
Vester Herred

Vester Herred was een van de vier herreder in het voormalige Bornholms Amt. De herred werd vroeger ook naar de hoofdplaats Rønne Herred genoemd. Naast Rønne omvatte Vester Herred nog vier parochies.
- Knudsker
- Nyker
- Nylarsker
- Rønne
- Vestermarie